# David Cholmondeley
David George Philip Cholmondeley, VII marqués de Cholmondeley, KCVO, DL (n. 27 de junio de 1960) es actual titular del marquesado, así como antiguo gran oficial de Estado británico.
Titulado por cortesía vizconde Malpas y desde 1968 conde de Rocksavage, en 1990 se convirtió en miembro de la Cámara de los Lores y en lord gran chambelán hereditario del Reino Unido.

## Vida personal
Descendiente directo de Robert Walpole (1676-1745), inaugural primer ministro de Gran Bretaña y también de las familias Rothschild y Sassoon entre otras.
Al igual que numerosos miembros de su familia, David Cholmondeley estudió en el colegio Eton antes de asistir a la Sorbona.
Su padre, el VI marqués, tuvo junto a su esposa la marquesa Lavinia Leslie (f. 2016) otras tres hijas: Rose Cholmondeley, Margot (casada con Tony Huston) y Caroline (casada con el barón Rodolphe d'Erlanger).

## Carrera

### Industria del cine
Conocido como David Rocksavage director de cine, apareció con un pequeño papel en el filme de Eric Rohmer de 1987, 4 aventures de Reinette et Mirabelle.
En el 1995 dirigió la adaptación cinematográfica de la novela de Truman Capote Otras voces, otros ámbitos y en el 2007, The Wreck, protagonizada por Jean Simmons y James Wilby; la película se rodó en Norfolk.
Su nombre artístico derivaba de su título nobiliario de conde de Rocksavage.

### Carrera política
El año 1990 se convirtió en marqués de Cholmondeley tras la muerte del VI marqués.
El 1992 Lord Cholmondeley fue elegido teniente adjunto del condado de Norfolk.

## Tierras y propiedades

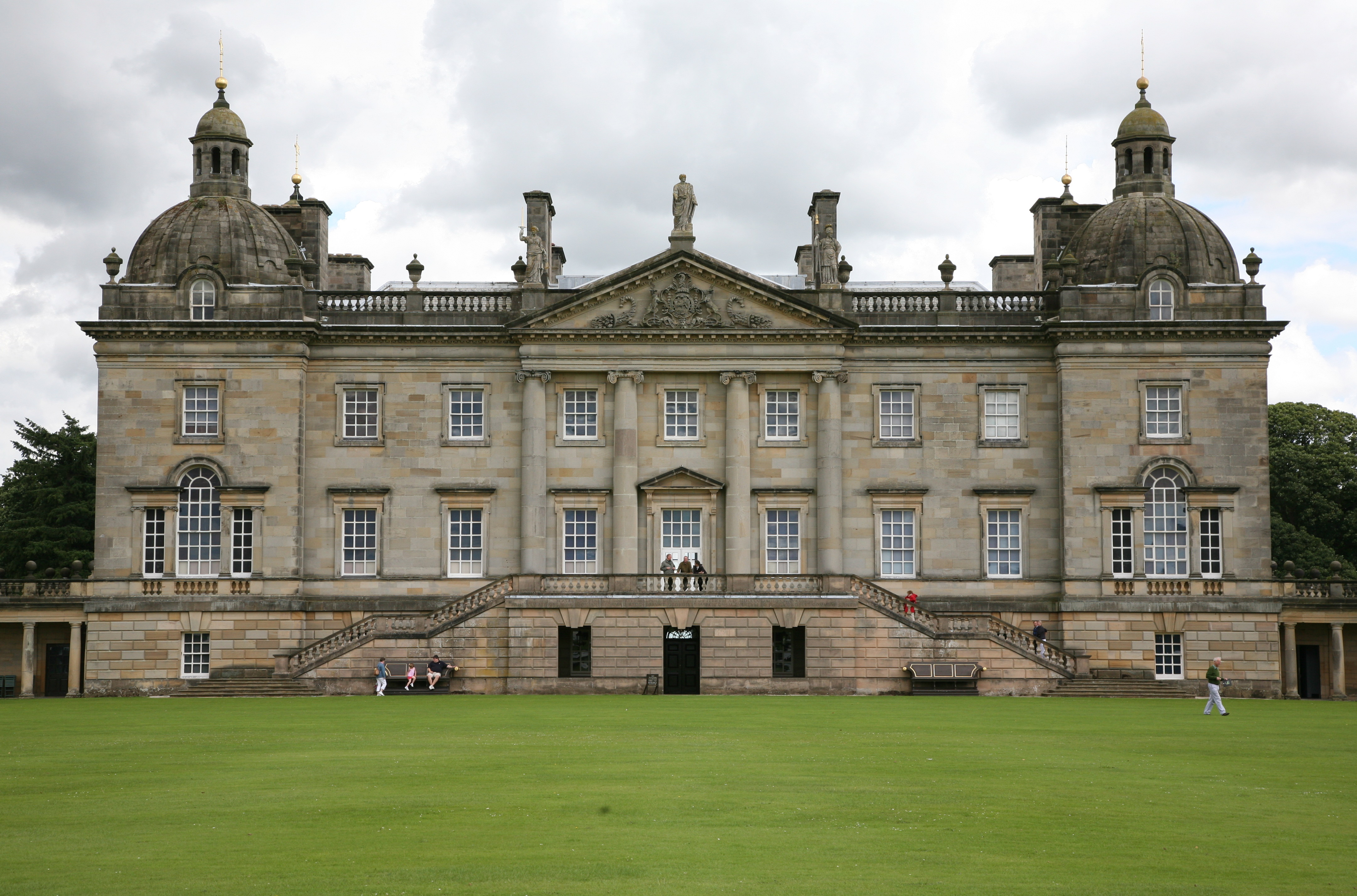
Houghton Hall en Norfolk

Houghton Hall en Norfolk y el Castillo de Cholmondeley en Cheshire son las sedes de la familia.
De acuerdo con Sunday Times Rich List, el marqués está considerado uno de los aristócratas más ricos. Posee un patrimonio aproximado de £60m, atribuidos principalmente a las propiedades heredadas.
Su Houghton Hall en Norfolk es la residencia de los marqueses de Cholmondeley que tiene algunos de sus salones abiertos al público. La sede ancestral de la familia es el castillo de Cholmondeley en el condado de Cheshire, rodeado de 7500 acres (30 km²) cerca de Malpas.

## Posición en la corte

Corona de marqués

En 1974, el joven Cholmondeley, de catorce años (entonces conocido conde de Rocksavage), fue paje de honor de la reina Isabel.
Las atribuciones del cargo de lord-gran-chambelán fueron heredadas por descendencia divida. Este honor hereditario entró a la familia Cholmondeley a través del matrimonio del primer marqués con Georgiana Bertie, hija del general Peregrine Bertie, III duque de Ancaster y Kesteven. El segundo, cuarto, quinto, sexto y séptimo titular del marquesado han ocupado este cargo real.
Cholmondeley comenzó a actuar como lord-gran-chambelán hereditario de la reina Isabel en 1990. En las listas del 2007 de honores por el cumpleaños de la reina Cholmondeley fue nombrado KCVO por sus 17 años de servicios reales.

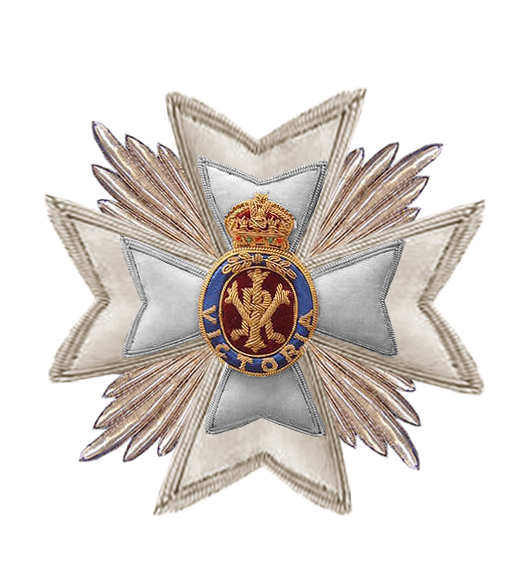
Estrella de KCVO

## Enlaces externos

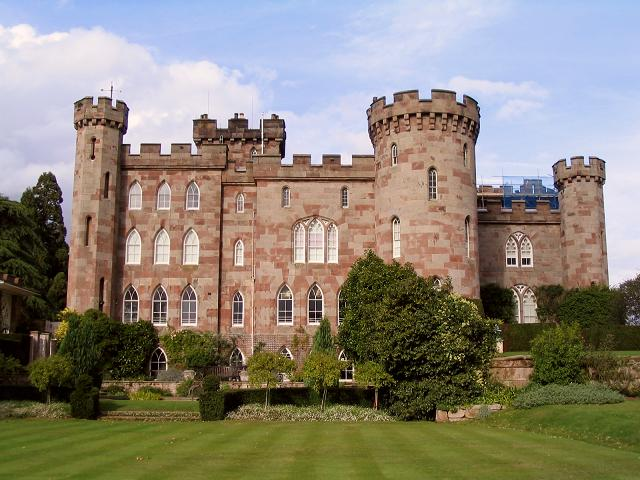
Cholmondeley Castle en Cheshire